# Phidippus octopunctatus
La araña saltarina gris (Phidippus octopunctatus) es un arácnido de la familia Salticidae, del orden Araneae. Esta especie fue descrita por George Williams Peckham y su esposa E. G. Peckham en 1883. Aunque el origen del nombre específico “octopunctatus” no es mencionado literalmente, aunque es probable que haga referencia a los ocho puntos presentes en la parte dorsal del opistosoma, descritos en la publicación original.

## Descripción
La araña saltarina gris recibe su nombre de “saltarina gris” debido al color gris claro, presente en los especímenes adultos. La superficie superior del carapacho es negra, cubierta de sedas cortas y blancas; los lados son de color marrón oscuro con algunas manchas blanquecinas irregulares y pelos amarillentos dispersos; el margen inferior es ligeramente más oscuro que del resto; hay algunas sedas largas color amarillo rojizo en la región ocular. El cuadrángulo de la zona ocular es más ancho que largo y se aprecia más ancho en la parte posterior. El ojo dorsal es un poco más pequeño que el lateral y se ubica mucho más arriba en línea recta desde su borde inferior que pasa por encima del ojo lateral. El ojo mediano está en línea con el borde inferior del ojo dorsal, pero está mucho más cerca del ojo lateral. La fila anterior de los ojos es ligeramente curva, una línea recta desde la parte superior de los ojos medios corta los bordes superiores de los ojos laterales. Los medios son casi dos veces más grandes que los ojos laterales, y los cuatro están bien separados. El clípeo tiene dos tercios del ancho que los ojos medios, vertical, marrón oscuro, moteado de blanco y con algunas sedas amarillentas. El opistosoma es negro, cubierto de sedas blancas muy cortas y sedas amarillentas más largas. Cerca de la base hay una línea blanca curva corta; posterior a esto hay dos filas longitudinales de puntos blancos, cuatro puntos en cada fila; estos se dividen en dos pares anteriores y dos posteriores, los cuatro puntos posteriores se alargan oblicuamente. En los lados posteriores hay dos o tres líneas cortas, oblicuas y blancas.

## Distribución y hábitat
Esta especie se distribuye del centro de Estados Unidos a la zona del Istmo al sur este de Oaxaca, en México.
Es de ambiente terrestre y es común encontrar a esta especie de araña en las ramas de arbustos bajos.

## Estado de conservación
No se encuentra dentro de ninguna categoría de riesgo en las normas nacionales o internacionales.